# Correa
Pour les articles homonymes, voir Correa (homonymie).
Genre
Classification phylogénétique
Correa est un genre de onze espèces d'angiospermes aux fleurs en forme de cloches originaires pour la plupart de l'est de l'Australie. Correa fait partie de la famille des Rutaceae et comme beaucoup de plantes de cette espèce, les feuilles écrasées dégagent une odeur caractéristique.
Ce sont pour la plupart des arbustes d'environ deux mètres de haut à feuillage persistant avec des feuilles de formes et de tailles variables suivant les espèces
En raison de sa floraison en décembre et de ses couleurs vives, la plante, comme plusieurs autres plantes d'autres genres, porte le surnom  de Christmas bush (« buisson de Noël » en français).
Le genre doit son nom au botaniste portugais José Correia da Serra (1750-1823).

## Culture
On cultive beaucoup d'hybrides de Correa reflexa en Australie. Ce sont des arbres ou des arbustes avec des terrains semi-ombragés. Leurs fleurs manquent cependant des parfums dégagés par leurs cousins du genre Boronia.

## Principales espèces

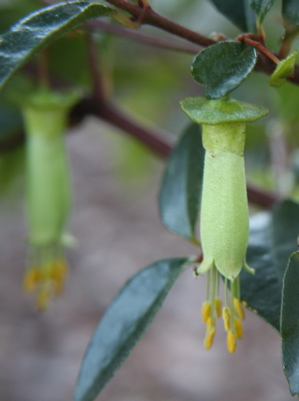
Correa aemula
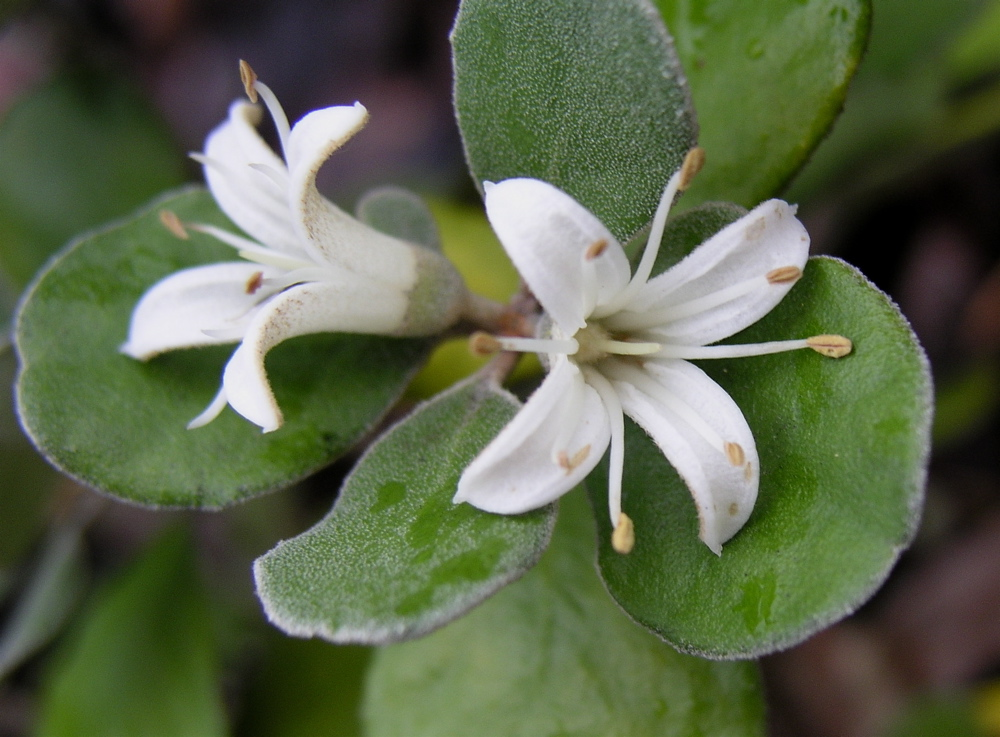
Correa alba
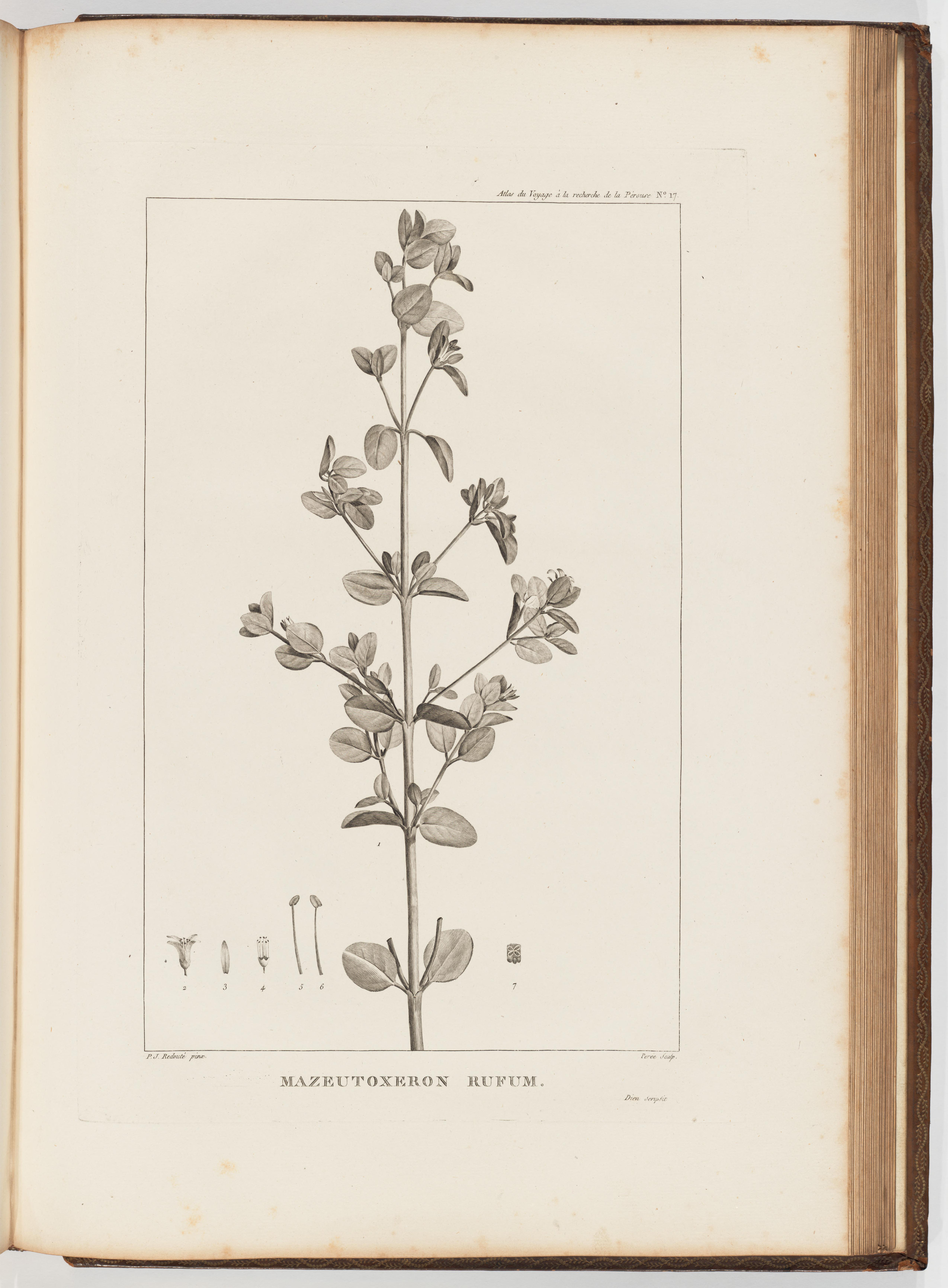
Correa alba, Atlas Lapérouse, 1792
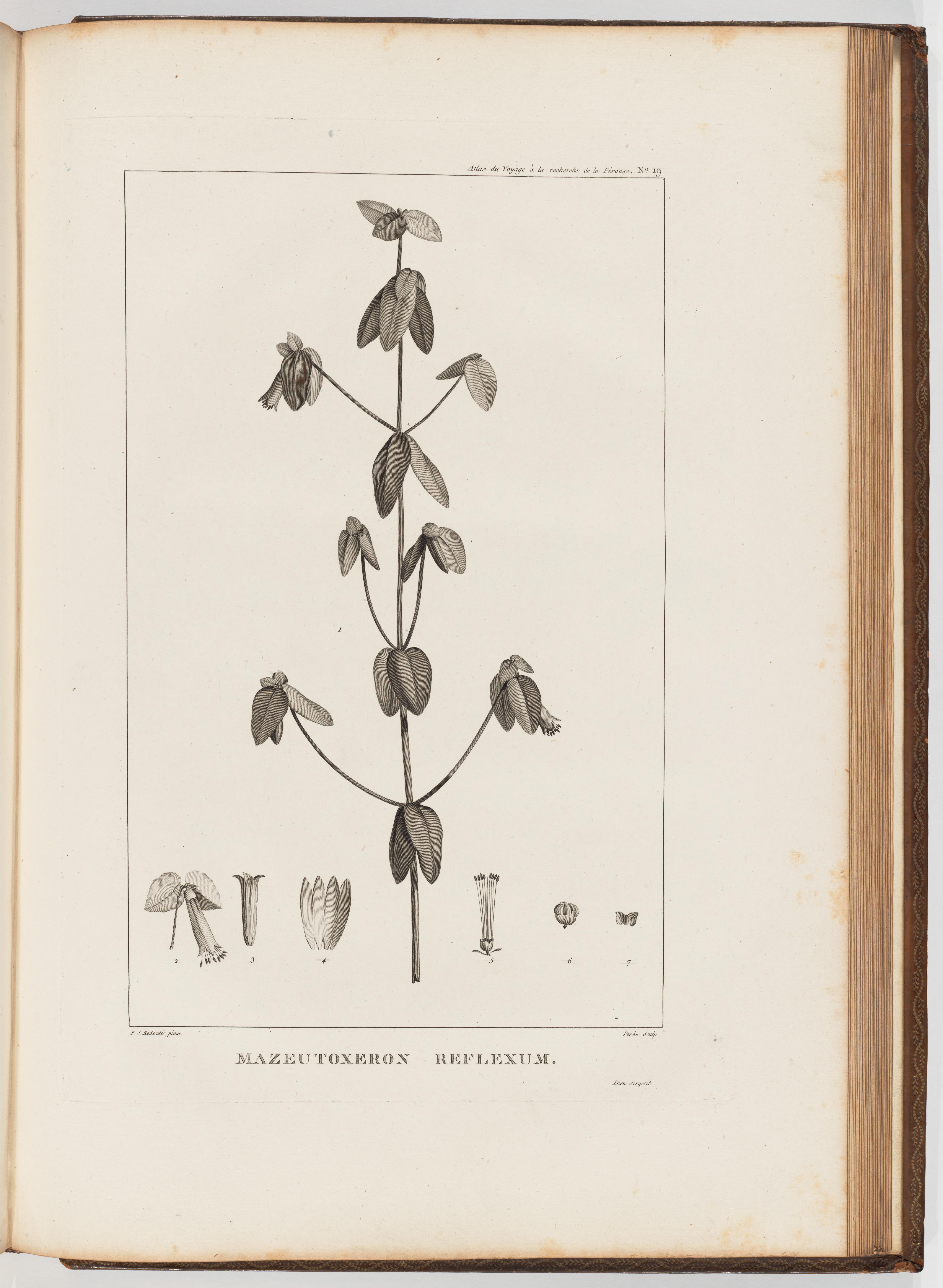
Mazeutoxeron reflexum, Atlas Lapérouse, 1792

- Correa backhouseana
- Correa baeuerlenii
- Correa decumbens
- Correa lawrenceana
- Correa reflexa
- Correa pulchella

- Correa baeuerlenii
- Correa alba
- Correa alba, Atlas Lapérouse, 1792
- Mazeutoxeron reflexum, Atlas Lapérouse, 1792